# Diospyros holttumii
Diospyros holttumii är en tvåhjärtbladig växtart som beskrevs av Bakh. Diospyros holttumii ingår i släktet Diospyros och familjen Ebenaceae. Inga underarter finns listade i Catalogue of Life.